# Peuneulet Tunong
Peuneulet Tunong is een bestuurslaag in het regentschap Bireuen van de provincie Atjeh, Indonesië. Peuneulet Tunong telt 425 inwoners (volkstelling 2010).